# Eldslandskorn
Eldslandskorn (Hordeum pubiflorum) är en gräsart som beskrevs av Joseph Dalton Hooker. Enligt Catalogue of Life ingår Eldslandskorn i släktet kornsläktet och familjen gräs, men enligt Dyntaxa är tillhörigheten istället släktet kornsläktet och familjen gräs. Arten förekommer tillfälligt i Sverige, men reproducerar sig inte. Inga underarter finns listade i Catalogue of Life.